# مارک وارنر (تدوین‌گر فیلم)
مارک وارنر (انگلیسی: Mark Warner؛ زادهٔ ۲۴ فوریهٔ ۱۹۵۴) یک تدوین‌گر اهل ایالات متحده آمریکا است.
وی نامزد جایزهٔ بهترین تدوین فیلم در شصت و دومین دوره جوایز اسکار سال ۱۹۸۹ میلادی برای رانندگی برای خانم دیزی، و جایزهٔ امی ساعات پربیننده به همراه ادوارد وارشیلکا برای پانچو ویلا خودش بازیگر می‌شود شده‌است.
او اغلب با کارگردان بروس برسفورد کار می‌کند.

## منتخب فیلم‌شناسی
- خلوتگاه (۲۰۱۱)
- قرارداد (۲۰۰۶)
- آناکونداها: شکار ارکیده خونین (۲۰۰۴)
- پانچو ویلا خودش بازیگر می‌شود (۲۰۰۳) (فیلم تلویزیونی)
- رهاندن (۲۰۰۲)
- مهاجم مقبره (۲۰۰۱)
- گرفتاری مضاعف (۱۹۹۹)
- غلیظ‌تر از خون (۱۹۹۸) (فیلم تلویزیونی)
- وکیل مدافع شیطان (۱۹۹۷)
- اتاق گاز (۱۹۹۶)
- راش (۱۹۹۱)
- رانندگی برای خانم دیزی (۱۹۸۹)
- مرد فراری (۱۹۸۷)
- داستان یک سرباز (۱۹۸۴)
- فرار از مرگ (۱۹۸۳)
- ۴۸ ساعت (۱۹۸۲)
- راکی ۳ (۱۹۸۲)
- گاو خشمگین (۱۹۸۰) (دستیار تدوین)
- حضور (۱۹۷۹) (دستیار تدوین)
- بازگشت به وطن (۱۹۷۸) (دستیار تدوین)